# Przyborów (Silésie)
Pour les articles homonymes, voir Przyborów.
Przyborów est une localité polonaise de la gmina de Jeleśnia, située dans le powiat de Żywiec en voïvodie de Silésie.